# Ausägmühle
Die Ausägmühle ist ein Teilort der Gemeinde Abtsgmünd im Ostalbkreis in Baden-Württemberg.

## Beschreibung
Der Ort liegt etwa 800 Meter westlich des Ortskerns von Abtsgmünd am linken Ufer des Kochers.

## Geschichte
Die Mühle wurde 1841 als Säge- und Lohmühle erbaut. Heute noch gibt es dort ein Sägewerk und auch eine Wasserkraftanlage.